# 清野光
清野 光（せいの ひかる Hikaru Seino、1987年5月13日 - ）は日本のフラワーアーティスト。北海道出身。
「世界一花を愛せる国を作る」というコンセプトで、札幌市中央区宮ケ丘に花屋 『GANON FLORIST』を主宰。東京、ロサンゼルスを拠点にフラワーアーティストとして活動する。植物を使った平和を伝える作品と共に、頭に生花を飾って写真を撮る『HANANINGEN（花人間）』の活動を中心に、日本国内外でフラワーアーティストを育成し花の魅力を伝える活動を行う。札幌観光大使。

## 人物
北海道芸術デザイン専門学校卒業。23歳で単身カナダに渡り、ファッションプロデューサーKeiko Boxollに師事。数々のオートクチュールブランドのファッションショーに携わりデザインを学ぶ。
帰国後、26歳で札幌にて花屋『GANON FLORIST』をオープン。
27歳より、頭に花を飾って写真を撮るHANANINGENプロジェクトを始動。HANANINGENを体験した人を「発芽」と呼び、4万人以上の人を発芽させる。
2016年よりフラワーアーティストの育成を行う。
『GANON FLORIST』は、花束・アレンジメントの制作・ブライダル装花を制作する一方、国内外で多くの著名人(大泉洋、コシノ・ジュンコ、サリナ・ジョーンズ等)の発芽や、一流ブランドのパーティー装花及びデザインを担当。
2019年より、新型コロナウイルスによるフラワーロスを減らすための運動『ロスフラワー救済プロジェクト』を始動。
カナダやスペインなど国外でのフラワーショーや、日本国内では森ビルや虎ノ門ヒルズなどにて作品展示を行う。
植物を使用した作品を通して、自然共存の思想の発信や自然の価値を高める活動を行う。

## 略歴
2013年
- フラワーブランド『GANON FLORIST』をオープン

2014年
- IBM及びLenovoの合併パーティー 装花を担当。BMW Chinaのパーティー アートパフォーマンス。HANANINGENプロジェクトを始動、2021年現在国内外で5万人以上が発芽。

2015年
- カナダ、バンクーバーにて『HANANINGEN』ショー開催。[4]『HANANINGEN Floral Show in Sapporo』開催。Kaneboコフレドールとキャンペーンコラボレーション『HANANINGEN Floral Show Autumn』開催。

2016年
- EWAAC2016(イースト・ウエスト・アート大賞)ファイナリストに作品選出。Best of the Best Photographers 2016にアート作品選出。HANANINGEN東京、京都、大阪Studioオープン。

2017年
- GINZA SIXオープニングイベントにて装花を担当。デザイナーコシノジュンコ3姉妹とHANANINGENコラボレーション。

2018年
- スペインにて、アントニ・ガウディ世界遺産作品群とコラボレーションショー開催。バンコク、ICONSIAMに『GANON FLORIST Thailand』オープン。森ビル六本木ヒルズにて正月ディスプレイアートワークを担当。札幌観光大使就任。札幌市民交流プラザオープンセレモニーにてアートパフォーマンス[6]。テレビ東京「ワールドビジネスサテライト(WBS）」出演。

2019年
- カナダ、バンクーバーにてVancouver fashion festival出演[5]虎ノ門ヒルズにてコスメデコルテ&Kate Moss]パーティー装花担当。

2020年
- 写真家 Visarute Andkatavanichとコラボレーション。[7]廃棄植物による押し花の廃花本『Torles and the sprouting forest』出版。9月24日～30日東急百貨店『東急千華展』にて作品を展示。『コロナによるロスフラワー救済プロジェクト』をスタート。24時間テレビ出演。HANANINGEN台湾、釧路、福島studioオープン。

2021年
- 大丸松坂屋アートワーク担当。HANANINGEN横浜、静岡、大阪、鹿児島、宮城、富山、東京、千葉studioオープン。東京スパイラルガーデン『象徴の化石―HANANINGEN展―』個展開催。「Japan Kids Fashion Week 2021」コラボレーション。[8]作曲家 景井雅之主宰舞台公演「蟲ふるう夜」「ある星の日」の舞台美術を担当。